# ZDNet
En 1991 la tradicional editorial estadounidense Ziff Davis decidió crear un por entonces pequeño y diverso grupo de foros y de servicios de información en línea (en particular, PCMagNet), que primeramente sería conocido como ZiffNet y que luego evolucionaría a ZDNet.
Bajo la dirección del presidente de Ziff-Davis Interactive, Michael Kolowich, y de su “vice” David Shnaider, se decidió emprender el esfuerzo de crear y montar el primer servicio de información “en línea” por parte de una editorial importante.

## Historia
Alojado inicialmente en servidores de los ISPs CompuServe y de Prodigy, ZiffNet finalmente logró establecer y consolidar sus propios servicios en Internet, en particular en la World Wide Web o “telaraña mundial”. Años más tarde cambiaría su nombre por el actual de ZDNet.
Un veterano de Ziff-Davis, Dan Rosensweig fue nombrado presidente de CNET Networks, pasando a informar directamente al CEO de esa compañía Shelby Bonnie.
En octubre de 2000 CNET Networks, Inc. adquirió a ZDNet por aproximadamente 1600 millones de dólares.
No obstante, finalmente terminaría abandonando CNET para trabajar como COO de Yahoo!, bajo el liderazgo del CEO de esa compañía, Terry Semel.
ZDNet se mantiene como una de las marcas principales del emporio CNET Networks en la actualidad.
En 2001, Ziff Davis Media Inc. alcanzó un acuerdo con CNET Networks Inc y ZDNet para obtener nuevamente los nombres de dominio (URLs) perdidos en 2000 debido a la venta de ZD al Grupo Softbank Corp
A partir del verano de 2007, ZDNet decidió moverse un poco de su hasta entonces tradicional focalización en la tecnología (en particular, las de la información, y comenzó a expandirse también hacia temas relacionados con la política y el medio ambiente (como, por ejemplo, el calentamiento global).
En septiembre de 2020 CBS Interactive vendió CNET Networks (que incluía este portal y varios sitios web más) a Red Ventures. La transacción se completó el 30 de octubre de 2020.

## Sitio web
El dominio zdnet.com atrajo a por lo menos unos 17 millones de visitantes en 2008 (implicando una media diaria de poco más de 45 000 personas y una mensual de unos 1,4 millones), según una encuesta al respecto llevada a cabo por el sitio web Compete.com.